# 初城站
初城站位于广东省云浮市，是云浮支线上的一座五等站，1991年投入使用。离腰古站30公里，距大降坪站24公里，隶属广州铁路集团三茂铁路股份有限公司管辖。客运可办理旅客乘降，不办理行李、包裹托运；不办理货运营业。